# Voerladegård
Voerladegård er en landsby lidt syd for Mossø i Søhøjlandet i Østjylland med 607 indbyggere  (2024). Fra byen er der ca. 10 minutters kørsel til Østjyske Motorvej og 30 minutter til Aarhus, Silkeborg og Vejle.
I den nordlige ende af byen findes Voerladegård Kirke.
Byen råder over både vuggestue, dagplejer, børnehave, skole og multisal samt et velfungerende foreningsliv med blandt andet oplyst fodboldbane, cykel- og løbeklub.
Byen hører til Skanderborg Kommune og er beliggende i Region Midtjylland. Den blev i 2020 kåret til Årets Landsby i Skanderborg Kommune.